# Locomotiva DR E 251
Le locomotive E 251 erano una serie di locomotive elettriche progettate della Deutsche Reichsbahn per l'esercizio sulla Rübelandbahn, elettrificata a corrente alternata monofase a 25 kV. Furono costruite nel 1965 in 15 unità.
Nel 1994, con l'incorporazione della DR nella nuova DB, le 251 assunsero il numero di gruppo 171. Destinate dal 2000 al solo traino di convogli merci, furono ritirate dal servizio nel 2004, a causa della cessazione dell'esercizio a trazione elettrica sulla Rübelandbahn.